# Iwaizumi
Iwaizumi (岩泉町 Iwaizumi-chō?) es un pueblo localizado en la prefectura de Iwate, Japón. En octubre de 2018 tenía una población de 9.204 habitantes y una densidad de población de 9,27 personas por km². Su área total es de 992,36 km².

## Geografía

### Municipios circundantes
- Prefectura de Iwate
  - Morioka
  - Kuji
  - Miyako
  - Fudai
  - Tanohata
  - Kuzumaki
  - Noda

## Demografía
Según datos del censo japonés, la población de Iwaizumi ha disminuido en los últimos años.
| Año del censo | Población |
| ------------- | --------- |
| 1995          | 13.879    |
| 2000          | 12.845    |
| 2005          | 11.914    |
| 2010          | 10.804    |
| 2015          | 9.841     |